# 爱国学园大学
35°39′57.51″N 140°09′42.06″E / 35.6659750°N 140.1616833°E
爱国学园大学（Aikoku gakuen daigaku）是日本千叶县四街道市的一所私立大学，始创于1938年，1998年建校，该校设有附属学校。
现址为原日本帝国陆军第四野战重炮团和陆军野战炮兵学校的所在地，正门是第四野战重炮团时期的。。

## 沿革
以下文段摘自官网
- 1938年
  - 7月--织田教育基金会成立。
  - 12月--爱国女子商业学校得到教育部长的批准。
- 1951年3月--基金会改组为「学校法人愛国学園」。
- 1997年（12月）--爱国学园大学获准设立人文和文化学院。
- 1998年4月--爱国学园大学成立（人文学院，人文系）。
- 2009年4月--建立了三门课程体系（人类文化课程、生活与福利课程、信息商务课程）。
- 2015年（4月）--两课制（生活、文化、福利课和国际信息商务课）[2]。
- 2021年4月--从今年的招生情况来看，将有四个专业：日语理解、心理学与生活方式、区域共生和商业（为了毕业，学生还需要学习辅修专业和其他专业的课程）[3]。

## 附属学校
- 爱国学园短期大学